# Desiderio Ponce
Desiderio Ponce Contador; (San Carlos, 1853 - Santiago, 1937). Abogado y político conservador chileno. Hijo de Salvador Ponce Montero y Agustina Contador Fica.
Hizo sus estudios en el Colegio San Ignacio. Se dedicó a los negocios de su padre, en el área agrícola, partiendo como administrador del fundo Santa Agustina de Melipilla.
Formó parte del Partido Conservador, por el cual fue elegido Diputado por Melipilla y La Victoria (1891-1894), formando parte de la comisión permanente de Agricultura y Colonización.
Tras su paso por el Congreso Nacional, siguió con sus actividades comerciales. Figuró en la Sociedad Nacional de Agricultura (1910) y conformó una agrupación de agricultores del Maipo, del cual fue presidente (1917).